# Abaris
Abaris o Ábaris, hijo de Seutes, fue un sacerdote hiperbóreo de Apolo  que llegó a Grecia procedente de un país cercano al Cáucaso, que una plaga asolaba por entonces.
Tenía el don de la profecía y realizaba curaciones con ensalmos. Por esto, además de por sus ropas escitas y su simplicidad y honestidad, llegó a ser famoso en Grecia, donde gozó de gran estima. Viajó por toda Grecia, llevando con él una flecha como símbolo de Apolo y pronunciando oráculos.
Cuenta Eratóstenes que el «catasterismo de la Flecha» era de gran tamaño, según declara Heraclides Póntico, quien también dice en su libro Acerca de la justicia que Ábaris viajó montado en ella. De ahí que Apolo situase el proyectil entre las estrellas, convirtiéndolo en astro por dejar recuerdo de su combate.
Su historia, que es totalmente mítica, fue relatada de diversas formas y adornada con extraordinarios detalles: se dice que no tomaba ningún alimento de la tierra. Curaba enfermedades mediante cánticos, libró al mundo de una plaga  y construyó en Esparta un templo dedicado a Core. La Suda y Eudocia le atribuyen varias obras, tales como ensalmos, oráculos escitas, un poema sobre el matrimonio del río Hebro, fórmulas expiatorias, la Llegada de Apolo entre los hiperbóreos y una Teogonía (‘origen de los dioses’) en prosa. Pero tales escritos, si realmente circularon en la antigüedad, no eran más genuinos que su supuesta correspondencia con el tirano Fálaris.
La época de su aparición en Grecia cambia, fijándola unos en la 3.ª olimpiada, otros en la 21.ª e incluso otros le hacen contemporáneo de Creso. Lobeck la sitúa en torno al año 570 a. C., es decir, la 52.ª olimpiada. También es citado dentro del catálogo de los pitagóricos de Jámblico.